# Appendice biramé

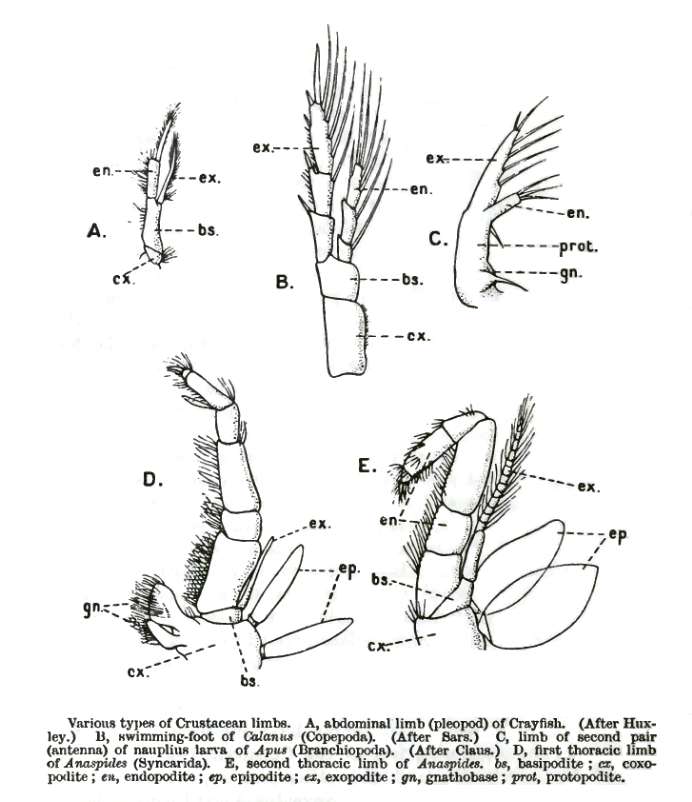
Appendices biramés de crustacés

Chez les arthropodes, un appendice biramé est un segment ou patte dédoublé en deux parties ou branches ou rameau (ramus en latin singulier, rami au pluriel).
Ces deux branches sont fixées sur le corps de l'animal par une branche unique, appelée basipodite.
- La première branche, dite interne ou endopodite sert à la locomotion.
- La seconde branche, dite externe ou exopodite est impliquée dans la respiration (on parle alors de branchies) ou la nage ou les deux.

Il existe des appendices uniramés ne comportant qu'une seule branche endopodite.
Chez les arthropodes, les appendices sont plus souvent biramés qu'uniramés. Ceci parce que les arthropodes originaux étaient biramés et que dans certains cas, l'évolution a transformé certains appendices de biramés à uniramés.
Chez les crustacés (qui sont des arthropodes), les antennes sont uniramées et leurs pattes sont majoritairement biramées.
Différents appendices entre deux ou plus de deux individus ayant le même
segment d’origine sont dits appendices homologues (exemple antennes d’un
crabe homologues aux chélicères des Scorpions.)